# Jean-Pierre Wintenberger

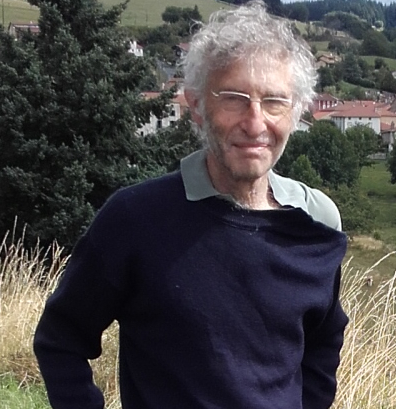
Jean-Pierre Wintenberger

Jean-Pierre Wintenberger (* 6. Dezember 1954 in Neuilly-sur-Seine; † 23. Januar 2019 in La Tronche) war ein französischer Mathematiker, der sich mit arithmetischer algebraischer Geometrie und Zahlentheorie beschäftigte.

## Werdegang
Wintenberger studierte ab 1974 an der École normale supérieure in Sèvres. Er war 1978 bis 1991 Wissenschaftler des CNRS am Institut Fourier der Universität Joseph Fourier Grenoble I, wo er 1978 (Thèse de troisième cycle) bzw. 1984 (Thèse d'État) bei Jean-Marc Fontaine promoviert wurde. Von Ende der 1980er Jahre an war er an der Universität Paris-Süd in Orsay. Er war ab 1991 Professor an der Universität Straßburg, wo er Mitglied des IRMA Instituts (Institut de Recherche Mathématique Avancée) war. 2000 war er Gastwissenschaftler am Tata Institute of Fundamental Research. Von 1997 bis 1999 war er Direktor des UFR de Mathématique et d'Informatique in Strassburg. Ab 2007 war er Mitglied des Institut Universitaire de France.
1979 bewies er mit Jean-Marc Fontaine einen Satz über die Isomorphie zwischen den absoluten Galois-Gruppen einer Erweiterung des Körpers der p-adischen Zahlen {\displaystyle \mathbb {Q} _{p}} (Adjunktion der Wurzeln {\displaystyle p^{\frac {1}{p^{n}}}} für alle n) und einer entsprechenden Erweiterung (Perfektion) des Körpers der Laurentreihen über den p-adischen Zahlen, siehe Satz von Fontaine und Wintenberger. Durch die Erweiterung wirkt die Frobenius-Abbildung surjektiv. Der Satz wurde von Peter Scholze im Rahmen seiner Theorie der perfektoiden Räume erweitert und war eine wesentliche Grundlage dieser Theorie.
Ab 2004 war er mit Chandrashekhar Khare am Beweis der Serre-Vermutungen in der Zahlentheorie beteiligt. Insbesondere bewies er mit Khare einen Spezialfall, der die Fermatvermutung zur Folge hat (was auch unabhängig Luis Dieulefait bewies). Er trug darüber November 2005 auf dem Bourbaki-Seminar vor (Exposé Nr. 956). Die von Jean-Pierre Serre 1972 aufgestellten Vermutungen, die zweidimensionale Darstellungen der absoluten Galoisgruppe von Zahlkörpern mit Modulfunktionen in Zusammenhang bringen, spielen eine wichtige Rolle in der Zahlentheorie und speziell im Langlands-Programm und haben unter anderem (wie Serre erkannte) über den von Andrew Wiles und Richard Taylor und anderen bewiesenen Modularitätssatz die Fermatvermutung zur Folge.
2008 erhielt er (als erster Preisträger überhaupt) den 2007 gestifteten Prix Thérèse Gauthier der französischen Akademie der Wissenschaften, wobei er als einer der führenden Spezialisten der Anwendung p-adischer Methoden in der algebraischen Geometrie geschildert wurde (teilweise in Zusammenarbeit mit Jean-Marc Fontaine, mit dem er 1979 eine nach ihnen benannte Theorie der „Normen“-Körper entwickelte). Neben seiner Arbeit mit Khare über die Serre-Vermutung erhielt er den Preis auch für fundamentale Beiträge über Tannaka-Eigenschaften von Motiven. 2011 erhielt er mit Khare den Colepreis für Zahlentheorie.
2010 war er mit Chandrasekhar Khare Invited Speaker auf dem Internationalen Mathematikerkongress in Hyderabad (Serre's Modularity Conjecture).

## Schriften
- Khare, Wintenberger: Serre’s modularity conjecture, Teil 1, 2, Inventiones Mathematicae, Band 178, 2009, S. 485–504, 505–586
- Khare, Wintenberger: On Serre's conjecture for 2-dimensional mod p representations of  {\displaystyle Gal({\bar {\mathbb {Q} }}/\mathbb {Q} )}, Annals of Mathematics, Band 169, 2009, S. 229–253,  Preprint, pdf